# 데쓰 프루프
《데쓰 프루프》(영어: Death Proof)는 2007년에 개봉한 액션 엑스플로이테이션 영화이다. 쿠엔틴 타란티노가 감독과 각본을 맡았다. 이 영화는 젊은 여자들을 스토킹한 뒤 운전자의 죽음을 원천 방지하는(데스프루프) 스턴트용 차량으로 교통 사고를 내 죽이는 사이코패스 스턴트맨(커트 러셀 분)을 중심으로 진행된다. 1970년대의 머슬카와 엑스플로이테이션 영화들을 오마주를 했고, 러셀 외에 로자리오 도슨, 버네사 펄리토, 조던 래드, 로즈 맥가윈, 시드니 타미아 포이티어, 트레이시 톰스, 메리 엘리자베스 윈스테드, 조이 벨 등이 출연하였다.
미국에서는 과거 그라인드하우스에서 엑스플로이테이션 영화들을 동시 상영으로 보던 경험을 맛보여 주기 위해 《그라인드 하우스》라는 공동 제목 하에 로버트 로드리게스의 《플래닛 테러》와 함께 동시 상영의 일부분으로서 개봉되었다. 두 영화는 미국 이외 지역과 홈 미디어에서는 분리되어 선보였다.
이 영화는 제60회 칸 영화제에서 황금종려상 경쟁 부문 영화로서 상영되었다.
2007년 9월 18일에 미국에서 DVD가 발매되었다.

## 줄거리
친구 무리인 라디오 DJ 줄리아, 알린, 섀나는 줄리아의 생일 기념으로 오스틴 콩그레스가로 향하던 길에 바에 들리고, 줄리아는 방송에서 알린이 무료 랩 댄스를 해줄 거라고 발표했음을 밝힌다. 나이 든 스턴트맨 마이크가 이들을 따라 와 랩 댄스를 요구하자 알린은 그의 차를 보고 수상쩍게 여기지만 그에게 랩 댄스를 해준다. 마이크는 사실 롤 케이지가 장착돼 있어 운전자만을 죽음으로부터 안전하게 보호하는(death proof) 개조 차량을 이용해 젊은 여성들을 표적으로 삼아 살해하는 살인마이다.
마이크는 줄리아의 학창 시절 친구 팸에게 차에 태워 주겠다고 제안하고, 속도를 냈다가 갑자기 브레이크를 밟아 팸의 두개골이 계기판에 부딪혀 깨지게 만들어 죽인다. 이후 마이크는 줄리아 일행의 차를 따라잡고 고속으로 들이박아 일행 모두를 살해한다. 마이크는 맨정신인 반면 줄리아 무리는 알코올을 섭취한 상태라 마이크는 살인 혐의로 기소되지 않는다.
14개월 후 분장사 애버내시, 스턴트 운전사 킴, 배우 리 이렇게 세 여성이 영화 촬영 중 휴식 시간을 맞아 차를 타고 테네시주 레버넌을 지나가고, 마이크는 이들을 지켜본다. 이들은 공항에서 친구인 스턴트우먼 조이를 태운다.
조이는 영화 《배니싱 포인트》(1971)에 나왔던 1970년형 도지 챌린저를 몰아 보고 싶어하다가 마침 인근에서 이를 팔고 있는 걸 발견하여 리는 차 주인 곁에 두고 애버내시, 킴과 시험 운전을 시작한다. 조이는 킴이 운전하는 사이 차의 벨트를 붙잡고 후드 위에 타는, “배의 돛대”라는 위험한 스턴트를 선보인다.
이때 마이크가 나타나 차에 추돌하면서 조이는 손에서 벨트를 놓쳐 후드에 매달리고, 마이크가 다시 몇 번 차 옆구리를 박으면서 조이는 결국 차에서 떨어진다. 조이는 다치지 않은 것으로 드러나고, 세 여성은 마이크를 추격하여 복수하기로 결심한다. 여성들은 마이크를 따라잡아 들이박고 조이가 파이프로 마이크를 폭행한다. 마이크의 차를 전복시킨 이들은 차 잔해에서 마이크를 끌어낸 뒤 때려 죽인다.

## 출연진
- 커트 러셀 - “스턴트맨” 마이크 매케이 역
- 조이 벨 - 본인 역
- 로자리오 도슨 - 애버내시 로스 역
- 버네사 펄리토 - 알린/버터플라이 역
- 시드니 타미아 포이티어 - “정글” 줄리아 루카이 역
- 트레이시 톰스 - 킴 매시스 역
- 조던 래드 - 섀나 역
- 로즈 맥가윈 - 팸 역
- 메리 엘리자베스 윈스테드 - 리 몽고메리 역
- 쿠엔틴 타란티노 - 워런 역
- 마시 해리얼 - 마시 역
- 일라이 로스 - 도브 역
- 오마 둠 - 네이트 역
- 마이클 버콜 - 오마 역
- 모니카 스태그스 - 래나 프랭크 역
- 조너선 로크런 - 재스퍼 역
- 마이클 파크스 - 텍사스 레인저 얼 맥그로 역
- 제임스 파크스 - 레인저 에드거 맥그로 역
- 말리 셸턴 - 다코타 블록 의사 역